# De ahora en adelante
De Ahora En Adelante es el nombre del sexto álbum independiente del rapero mexicano C-Kan. El álbum fue lanzado en el año 2008 por el sello discográfico Mastered Trax Latino.

## Lista de canciones
| N.º | Título                                          | Duración |  |
| 1.  | «Intro»                                         | 1:16     |  |
| 2.  | «C-Kan»                                         | 3:32     |  |
| 3.  | «Dimensión Radikal» (feat. Masibo)              | 3:41     |  |
| 4.  | «Prendelo, Aniquilalo»                          | 3:15     |  |
| 5.  | «Movement» (feat. Pistolero)                    | 3:53     |  |
| 6.  | «Postdata» (feat. Leazzy)                       | 3:46     |  |
| 7.  | «Soy»                                           | 3:36     |  |
| 8.  | «Solo Es Un Sueño» (feat. Centeno)              | 4:16     |  |
| 9.  | «Todo Va A Estar Bien» (feat. Bodka 37)         | 3:47     |  |
| 10. | «De Ahora En Adelante» (feat. Bodka 37, Masibo) | 3:59     |  |
| 11. | «El Poder de Una Bala»                          | 4:03     |  |
| 12. | «El Barraptilo»                                 | 2:56     |  |
| 13. | «Seguirán Hablando Mal de Mi»                   | 3:44     |  |
| 14. | «Esto No Va Parar» (feat. 30-30)                | 3:19     |  |
| 15. | «Sol de Madrugada»                              | 3:48     |  |
| 16. | «La Calle Es Así» (feat. Bodka 37)              | 4:38     |  |
| 17. | «Esto Es Un Asalto» (feat. Markito)             | 2:25     |  |